# Albert Emil Kirchner

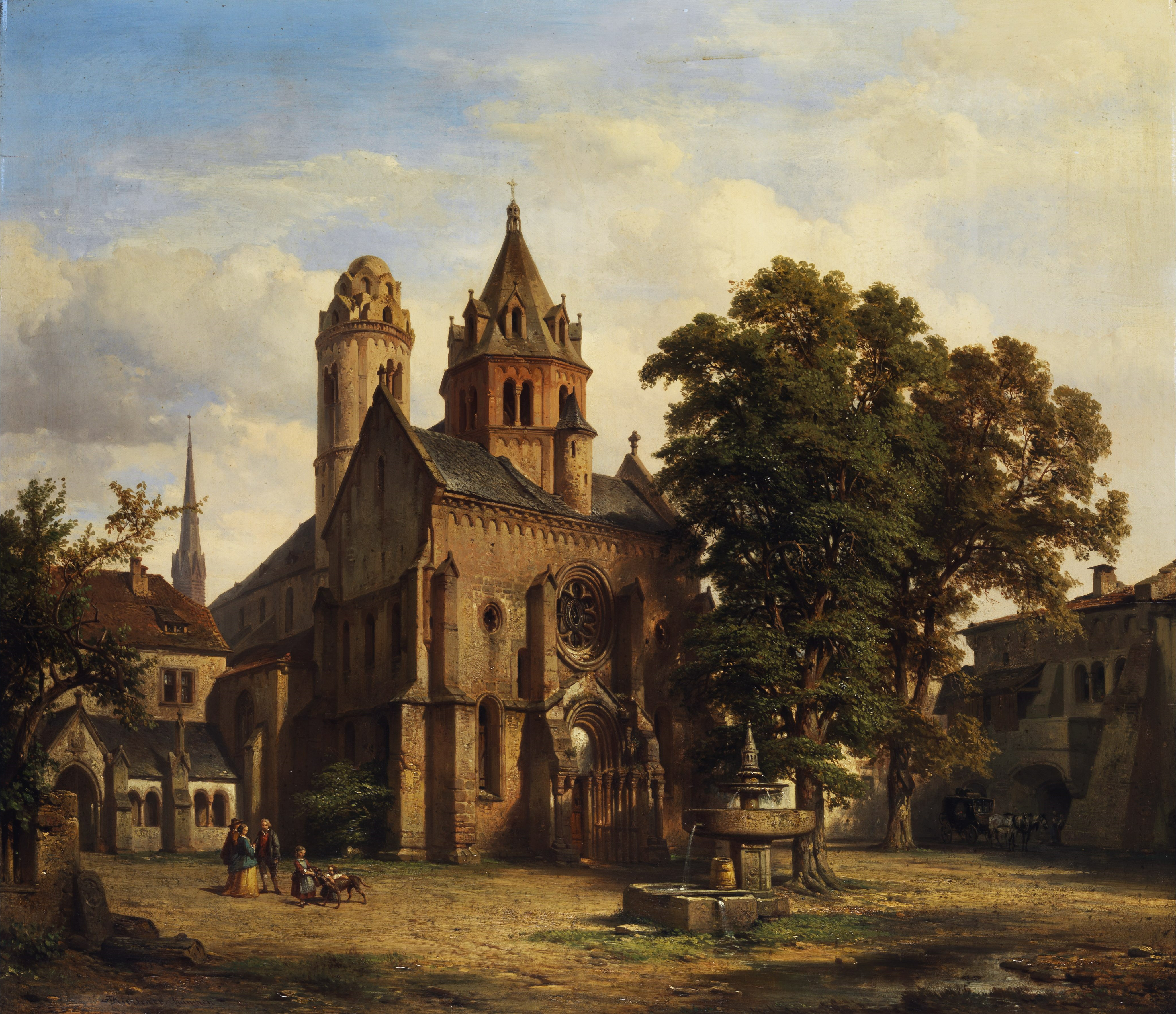
En romansk kyrka, målad av Albert Emil Kirchner.

Albert Emil Kirchner, född den 12 maj 1813 i Leipzig, död den 4 juni 1885, var en tysk målare.
Kirchner var verksam i München och var en skicklig arkitekturmålare (sju arbeten av Kirchner finns i Nya pinakoteket).